# Impuesto de las Generalidades
El impuesto de las Generalidades o simplemente generalidades era un conjunto de aranceles o impuestos indirectos sobre el tráfico de mercancías y el consumo durante el Antiguo Régimen en la Corona de Aragón. Su alcance era teóricamente universal, estando sujetos todos los estamentos. Su nombre recuerda que eran las diputaciones de las cortes o generalidades las que lo administraban, particularmente la Generalidad de Aragón, la Generalidad de Cataluña y la Generalidad Valenciana.

## Aragón
El primer testimonio de este impuesto es de 1364, cuando las Cortes de Zaragoza lo aprueban como consecuencia de la necesidad imperiosa de Pedro IV de Aragón de dinero para sostener la guerra con Castilla (Guerra de los dos Pedros). Se preveía en un principio con carácter temporal, como un impuesto sobre las exportaciones (al 10%, luego rebajado al 5%, con excepción del azafrán). De las importaciones sólo se gravó inicialmente el vino, aunque pronto se amplió a la entrada de paños (con un gravamen de dos sueldos por libra jaquesa). Asimismo se impusieron sisas en productos de primera necesidad, lo que provocó la reacción de las ciudades y villas. La recaudación hasta 1372 ejercida de forma directa, mediante dos recaudadores y un notario nombrados por los diputados. Desde entonces el impuesto se arrendó, mayoritariamente a mercaderes aragoneses y catalanes. A partir de las Cortes de Caspe, Alcañiz y Zaragoza de ese año se consolida el impuesto y la institución que tenía como función su recaudación, la Diputación del General de Aragón, creándose el sistema de collidas y sobrecollidas.
Con el tiempo, la aplicación del impuesto se fue haciendo con criterios proteccionistas, y aumentando el gravamen sobre los artículos de mayor comercio (lana, trigo y azafrán). En el siglo XVII, su último periodo de existencia, las guerras mantenidas por la Monarquía Hispánica y las necesidades de hombres y recursos obligó a cobrar incluso el estanco de tabaco y el arriendo de sal para hacer frente a la crisis financiera.

## Cataluña
Seguía un sistema similar, para la financiación del funcionamiento ordinario de la Generalidad. El origen de la institución era anterior (1359, cuando la Diputación se hizo permanente), pero el cambio más relevante se produjo cuando los impuestos establecidos para la recaudación del donativo al rey se convierte en una contribución permanente que la Generalidad utiliza y administra libremente, ampliándose con el dret de bolla y segell sobre tejidos. El resultado fue que los ingresos de la Generalidad terminaron superando ampliamente (cuatro veces más) a los que recibía el rey (37.000 libras).

## Valencia
Originado en la misma época, funcionaba como un impuesto ad valorem del 5% sobre la fabricación, venta e importación de productos textiles y del 10% para materias primas y alimentos. Era administrado por los diputados y clavarios. Desde 1403 es un impuesto indirecto ordinario sobre el comercio, gravando el precio, excepto en el arroz, la sal y la lana, en que se fija sobre el peso. Hubo una triple tarifa para distintos productos, siendo el de las prendas de vestir la única que recaía directamente sobre los habitantes del reino.